# Toxocarpus villosus
Toxocarpus villosus är en oleanderväxtart som först beskrevs av Carl Ludwig von Blume, och fick sitt nu gällande namn av Decaisne. Toxocarpus villosus ingår i släktet Toxocarpus och familjen oleanderväxter.

## Underarter
Arten delas in i följande underarter:
- T. v. brevistylis
- T. v. thorelii